# Проект «Чанология»

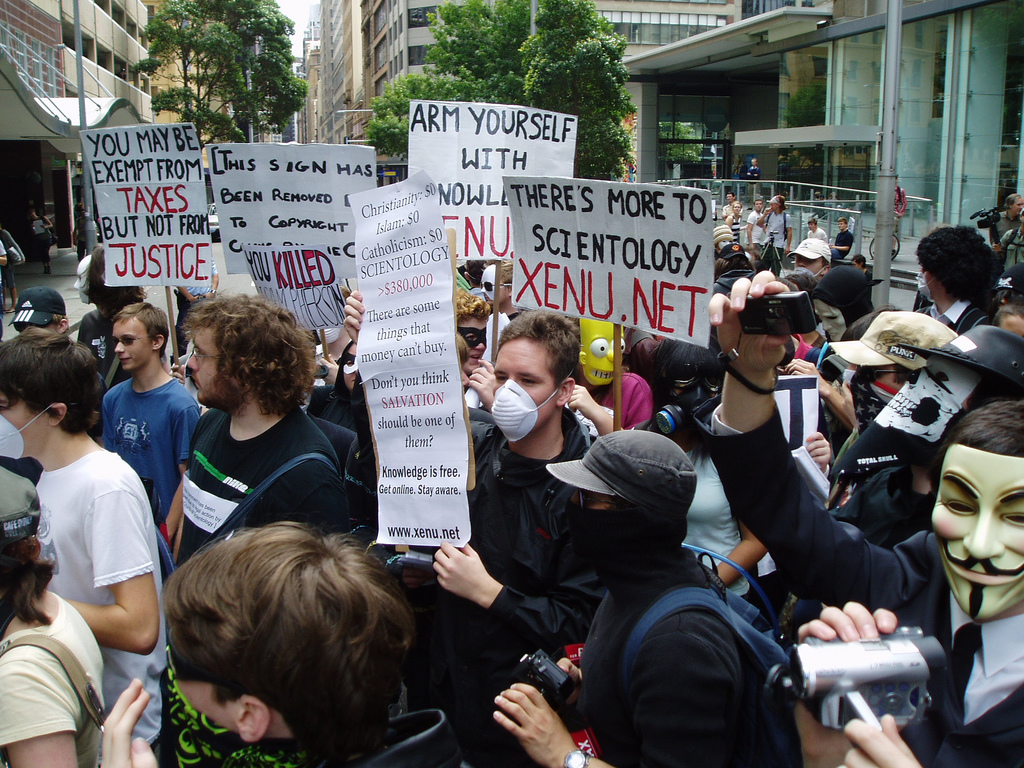
Члены сетевой группы «Анонимус» устраивали акции протеста у саентологических центров по всему миру в феврале, марте и апреле 2008 года.

Проект «Чанология» (англ. Project Chanology, также Operation Chanology, от chan- и scientology) — протест против деятельности Церкви саентологии, организованный «Анонимусом». Проект был запущен в ответ на попытки Церкви саентологии убрать из Интернета широко разрекламированное интервью с саентологом Томом Крузом в январе 2008 года. 21 января на YouTube был выложен видеоролик «Послание к саентологии». В нём действия Церкви саентологии были названы интернет-цензурой, а также было высказано намерение «изгнать церковь из Интернета». Затем последовали DDoS-атаки, отправка факсом листов, закрашенных чёрным цветом, хулиганские звонки в адрес Церкви саентологии. Усилиями «Анонимуса» были созданы сайты, критикующие церковь Саентологии и координирующие действия тех, кто участвует в проекте. В феврале были организованы мирные демонстрации возле офисов церкви в Британии и США. Кроме того, «Анонимусы» требовали, чтобы Служба внутренних доходов США пересмотрела решение об освобождении Церкви саентологии от уплаты налогов.
Отличительной чертой демонстраций в рамках проекта «Чанология» является то, что подавляющее большинство участников скрывали свои лица за шарфами, черными очками и масками, в частности маской Гая Фокса, во-первых, чтобы подчеркнуть,  что они являются «анонимами», то есть посетителями анонимных имиджбордов, а во-вторых, из соображений безопасности, с целью пресечь попытки Церкви саентологов узнать имена и преследовать организаторов и участников демонстрации. Кроме того, демонстранты активно использовали другие элементы субкультуры «Анонимуса», а именно богатый арсенал понятных в основном только «своим» плакатов, символики, музыкальных композиций, основанных на интернет-мемах или мемах анонимных имиджборд.
Церковь саентологии реагировала на протесты по-разному. Сначала представитель церкви заявил, что к членам группы «попала неправильная информация» о саентологии. Другой представитель назвал их «жалкой» группой «компьютерных гиков». Позднее представители Церкви саентологии стали называть «Анонимусов» «кибертеррористами», совершающими «преступления на почве религиозной ненависти».
Некоторые критики саентологии осудили действия участников проекта, заявив, что они дают Церкви саентологии возможность изображать из себя жертву религиозной дискриминации. Другие критики ставили под вопрос законность их методов. Когда акции в рамках проекта приняли мирный характер, ряд критиков Чанологии (журналист Марк Банкер, бывший саентолог Тори Крайстман и другие) изменили свою позицию и поддержали проект.